# Brown Sugar
«Brown Sugar» (рус. Коричневый сахар) — песня рок-группы The Rolling Stones, являющаяся открывающим треком и главным синглом из их альбома Sticky Fingers, выпущенного в 1971 году. В 2004 году журнал Rolling Stone поместил песню на 490 место в списке «500 величайших песен всех времён».

## Написание и запись
Хотя авторами песни значатся, как и на большинстве композиций группы, дуэт Мика Джаггера и Кита Ричардса, преимущественно она была написала Миком Джаггером во время его съёмок в фильме «Нед Келли» в 1969 году. Песня была записана за трёхдневный период, со второго по четвёртое декабря 1969 года, в студии Muscle Shoals в городе Масл-Шолс, Алабама. Во время этих трёхдневных сессий, группа успела записать ещё две песни для будущего альбома, «You Gotta Move» и «Wild Horses».
«Есть у меня одна новенькая песня. Слов пока нет, кроме нескольких, которые крутятся у меня в голове — название будет «Коричневый сахар» — о женщине, которая спит со своим чернокожим слугой. Я сначала назвал её «Чёрная киска», но потом решил, что это будет слишком прямолинейно, слишком уж в лоб»..
Несмотря на то, что песня была записана в декабре 1969 года, её выпуск пришлось отложить больше чем на год, из-за правовых споров между группой и их бывшим лейблом. Однако, группа исполняла песню на своих концертах. Впервые песня была представлена публике, по предложению гитариста Мика Тейлора, 6 декабря 1969 года на бесплатном фестивале в Альтамонте, Калифорния, на котором группа выступала в качестве хедлайнера. Фестиваль получил дурную славу из-за нескольких смертельных случаев, произошедших во время его проведения: один человек был убит в потасовке с байкерами из клуба Ангелы ада, организовавшими охрану The Rolling Stones, один человек под воздействием ЛСД утонул неподалёку от места проведения фестиваля и ещё двоих сбил автомобиль.
Песня была написана Джаггером об афроамериканской певице и актрисе Марше Хант, с которой у него был секретный роман. Хант также является матерью первого ребёнка Джаггера Кэрис. Также распространена версия того, что песня была написана про Клаудию Линнар, афроамериканскую соул-певицу, работавшую с Тиной Тёрнер, Джо Кокером и другими. Будучи бэк-вокалисткой в составе дуэта Ike & Tina Turner, разогревающих The Rolling Stones во время их американского тура 1969 года, она познакомилась с Джаггером.
В фильме «Дай мне кров» альтернативная версия песни звучит фоном во время отдыха группы в отеле в Алабаме.
Песня, знаменитая своим блюз-роковым риффом, дуэтом гитары и саксофона, а также танцевальным рок-ритмом, представляет собой наглядный образец композиции Rolling Stones срединного этапа их карьеры. Автором риффа был Джаггер: «Я сочинил многие из тех риффов, которые приписывают Киту. „Brown Sugar“. Это был мой первый. С тех пор я их много сочинил».
«Мы записали версию „Brown Sugar“ с Элом Купером, это был хороший трек. Он на нём играл на фортепиано во время празднования моего с Бобби Кизом дня рождения, которое происходило в студии „Олимпик“. Мы хотели использовать эту запись, потому что это новая версия, но „Масл-Шолс“ что-то там прощупывали насчёт альбома, так что мы к ним попали только в конце последнего американского турне. Чарли сделал по-настоящему плотный звук, и её было очень легко записывать. Мы использовали много акустических гитар, чтобы затенить электрические, всегда так делали. Это придаёт треку совсем другую атмосферу, делает его менее сухим. К тому же, это дёшево» — Кит Ричардс.
В аннотации к сборнику Jump Back, выпущенному в 1993 году, Джаггер написал, что текст песни полностью сконцентрирован на комбинации двух тем — наркотиков и девушек, а также что считает песню большим достижением.
В интервью журналу Rolling Stone Джаггер рассказал про историю вдохновения на создание песни и об её успехе. Он заявил, что успех песни заключён в «хорошем груве». После замечания, что текст может означать множество непристойных вещей, он снова заметил, что комбинация этих вещей, лирическая двусмысленность была частично залогом успеха песни. Он назвал песню «мешаниной из всех непристойных вещей в одной». Позже, Джаггер заявил, что никогда не напишет подобную песню вновь. Когда Ян Веннер спросил его почему, Джаггер ответил: «Бог его знает, что я там такое наворотил в этой песне. Это такая мешанина. Вся дрянь в одну кучу… Теперь я бы ни за что не написал такую песню. У меня бы, наверное, сработал внутренний цензор. Я бы подумал: „О боже, я не могу. Мне нужно остановиться. Мне просто нельзя писать такую вульгарщину“».
Содержание текста песни часто становилось предметом интереса и споров. Само название песни на слэнге означает героин. На популярность «Brown Sugar» немало повлияла её скандальная лирика, которая является мешаниной аллюзий на множество скандальных на то время вещей, включающих межрасовый секс, потерю девственности, рабство, изнасилование, куннилингус, садомазохизм и героин. В первом куплете песни рассказывается об рабовладельческом судне, перевозящим рабов из африканского региона Золотой Берег в Новый Орлеан. Старый рабовладелец бьёт хлыстом и насилует рабынь. В последнем куплете рассказывается про женщину, у которой все любовники были несовершеннолетними. Также текст песни можно интерпретировать как то, что белый парень занимается сексом со своей чернокожей подругой.
Альтернативная версия была записана 18 декабря 1970 года на студии Olympic в Лондоне, после вечеринки по поводу дня рождения Кита Ричардса. В ней приняли участие Эл Купер, сыгравший на фортепиано, и Эрик Клэптон, сыгравший на слайд-гитаре. Альтернативная версия получила широкое распространение на бутлегах. Ричардс раздумывал о выпуске этой версии на Sticky Fingers, главным образом из-за спонтанности её появления, но, в конечном счёте, в альбом вошла оригинальная версия.

## Релиз
Сингл на «Brown Sugar» был выпущен 16 апреля 1971 в Великобритании и 7 мая в США в качестве первого сингла с альбома Sticky Fingers (выпущен 23 апреля 1971). Песня стала хитом № 1 в США и заняла вторую строчку в британских чартах, быстро став «стандартом» на радио, ориентированном на классический рок. Американская версия сингла содержала песню «Bitch» с этого же альбома в качестве би-сайда. В британскую версию помимо неё была добавлена концертная интерпретация песни Чака Берри «Let It Rock», записанная 13 марта во время выступления в Университете Лидса во время британского тура 1971 года. Продюсером этой песни выступил Глин Джонс.
Песня регулярно звучала во время европейского тура Rolling Stones 1970 года, исполняясь ближе к концу выступления, несмотря на то что аудитория была почти незнакома с песней. Во время знаменитого американского тура 1972 года, песня открывала концерты Rolling Stones и с того времени прочно засела в концертной обойме группы.
Во время исполнения песни вживую, Джаггер часто заменяет строчку «Just like a young girl should» на «Just like a young man should». Строчка, «Hear him whip the women just around midnight» («Слышно как он хлещет женщин в полночь») также часто заменяется на менее жёстокое, «You shoulda heard him just around midnight» («Ты должно быть слышал его в полночь»). Это запечатлено на концертных альбомах Love You Live, Flashpoint, Live Licks и Shine a Light. Изменённая версия впервые была записана на дне рождения Кита Ричардса.
Песня примечательна тем, что является первым синглом, выпущенным на Rolling Stones Records (номер RS-19100). Также «Brown Sugar» является одной из двух песен The Rolling Stones, наряду с «Wild Horses», права на которую принадлежат и группе, и их бывшему менеджеру Аллену Клейну, в результате чего они обе были включены в компиляцию Hot Rocks 1964–1971. Также «Brown Sugar» включена в самые знаменитые компиляции Jump Back и Forty Licks.
Американская гаражная рок-группа The Swamp Rats выпустила кавер-версию песни на своём дебютном альбоме 1980 года Disco Sucks!.
В 1998 году песня была использована в рекламе Pepsi, в которой муха, после того как выпила каплю напитка, начинает имитировать Мика Джаггера и петь песню..

## В записи участвовали
- Мик Джаггер — вокал, перкуссия
- Кит Ричардс — гитара, акустическая гитара
- Мик Тейлор — гитара
- Билл Уаймэн — бас-гитара
- Чарли Уоттс — ударные
- Иэн Стюарт — фортепиано
- Бобби Киз — саксофон

## Позиции в хит-парадах
Годовые чарты:
| Год  | Хит-парад                           | Позиция |
| ---- | ----------------------------------- | ------- |
| 1971 | США (Billboard Top Pop 100 Singles) | 16      |